# Ayla Spitz
Ayla Riley Spitz (hebreiska: איילה ריילי שפיץ), född 8 januari 2001, är en israelisk-amerikansk simmare.

## Karriär
Vid EM 2024 i Belgrad var Spitz en del av Israels lag som tog guld och noterade ett nytt nationsrekord på 4×200 meter frisim. Hon erhöll ytterligare ett guld efter att ha simmat försöksheatet på 4×100 meter mixed medley där Israel sedermera tog medalj.